# Абдуллаева, Тамам Исмаил кызы
Тамам Исмаил кызы Абдуллаева (груз. ტამამ ისმაილ ყზი აბდულაევა, азерб. Tamam İsmayıl qızı Abdullayeva; род. 1959, Марнеульский район, Грузинская ССР) — советский грузинский овощевод. Депутат Верховного Совета СССР 11-го созыва (1984—1989).

## Биография
Родилась в 1959 году в селе Куртляр Марнеульского района Грузинской ССР (ныне край Квемо-Картли).
Окончив в 1976 году среднюю школу, начала трудовую деятельность рабочей совхоза «Гамарджвеба» Марнеульского района Грузинской ССР, работала картофелеводом бригады № 3 совхоза.
Работая в совхозе, добилась высоких результатов при выполнении заданий плана по производству сельскохозяйственной продукции одиннадцатой пятилетки (1981—1985). Применяла на работе передовую методику, в оптимальные сроки проводила агротехнические мероприятия, расчётливо использовала минеральные удобрения при выращивании картофеля.
Активно участвовала в общественно-политической жизни республики и Советского Союза. С 1983 года состояла в КПСС, выдвигалась делегатом XXVII съезда КПСС (1986). Принимала участие в работе XVII съезда профсоюзов СССР (1982). Избиралась депутатом Марнеульского районного совета, в 1984 году избрана депутатом Совета Национальностей Верховного Совета СССР 11-го созыва от Болнисского избирательного округа № 171 Грузинской ССР.